# Valedictorian

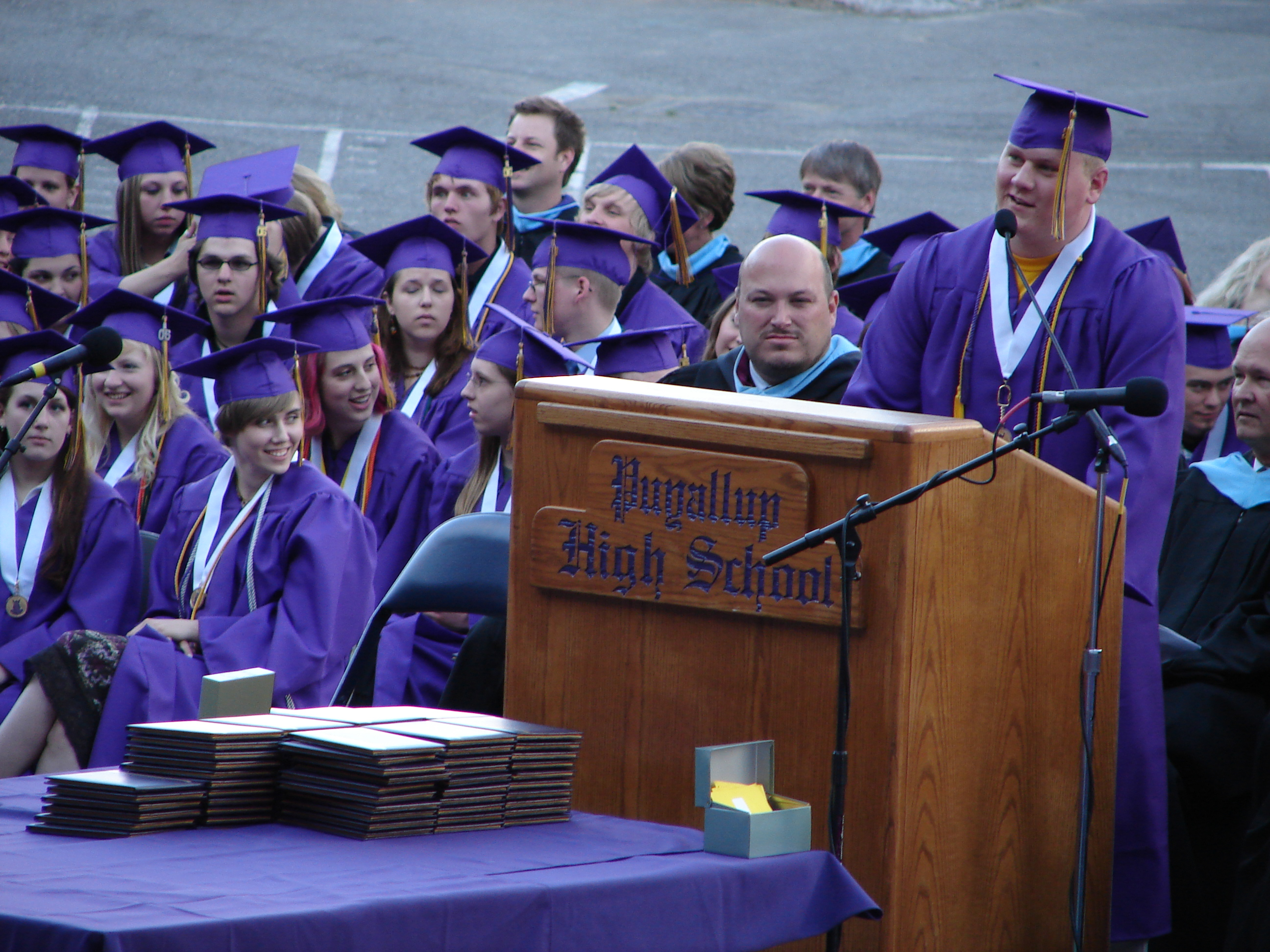
Discours du valedictorian lors d'une cérémonie de remise des diplômes.

Le terme valedictorian désigne un titre académique attribué aux meilleurs étudiants des écoles et universités américaines. 
Le terme est un anglicisme dérivé du latin vale dicere, « faire ses adieux ». C'est au valedictorian que revient l'honneur de prononcer le discours de clôture de la cérémonie de remise des diplômes qui sanctionne la fin du cursus universitaire. Ce discours est en général l'occasion de faire un dernier adieu aux jeunes diplômés qui se disperseront ensuite au gré de leurs carrières respectives.
On retrouve le terme valedictorian aux Philippines et au Canada. Par contre, en Australie, Nouvelle-Zélande, Afrique du Sud, Islande ou en Écosse, on parle plutôt de « dux » , issu du latin, signifiant « meneur, chef » en français. Son équivalent en France est le major de promotion.